# Ehrenfried Amthor
Ehrenfried Amthor (* 21. Januar 1638 in Gera; † 23. Mai 1696 in Rendsburg) war ein höherer Verwaltungsbeamter im dänischen Heer.

## Leben und Wirken
Ehrenfried Amthor gehörte zum thüringischen Zweig der Familie Amthor. Sein Vater Wolfgang Ulrich Amthor (1606–1642) arbeitete als Mediziner, gräflich Reuß-Plauenscher Leibarzt und Geraer Stadtphysikus. Seine Mutter Maria, geborene Zencker stammte aus Zeitz und starb 1642. Sein Bruder Joachim Huldreich (* 1631) wirkte als gräflicher Stolbergischer Kanzler; der Bruder Johann Christian war von 1691 bis dänischer Leutnant bei Lövendals Dragonern und später dänischer Major. Zu seinen Neffen gehörte Christoph Heinrich Amthor.
Von 1654 bis 1658 absolvierte Amthor ein Studium an der Universität Jena. Danach ging er als Kornett zum Ebersteinschen Regiment des dänischen Heeres, wo er 1660 Auditeur und Regimentsquartiermeister wurde. Ab 1665 arbeitete er als Provinzialkommissar. 1679 zog er in das vier Jahre zuvor von den Dänen eingenommene Wismar, wo er als Kriegskommissar und Generalauditeur tätig wurde.
Nach einigen Jahren in Wismar arbeitete Amthor als Ober-Kriegs- und Landkommissar in Glückstadt, wo er zum Etatsrat befördert wurde. 1690 übernahm er in Rendsburg den Posten des ein Jahr zuvor verstorbenen Ober-Kriegskommissars Christian Selmer. Unter der Leitung des Generalmajors Jobst Scholten übernahm Amthor die Generalverwaltung der Bauarbeiten zur Erweiterung der dortigen Festung. Zu seinen Hauptaufgaben gehörte, Rechnungen zu bezahlen und einheimische und auswärtige Handwerker zu entlohnen. Er zahlte die Löhne von 3000 bis 4000 Soldaten aus, die sich als Arbeiter oder Handwerker am Bau der Anlagen beteiligten.
Ehrenfried Amthor, der seit 1659 mit Anna Sabine Claudi verheiratet war, starb kinderlos in Rendsburg und wurde in Krempe begraben.